# Таллинская оборона (1941)
Оборона Та́ллина — оборона столицы Эстонской ССР и главной базы Балтийского флота войсками Красной Армии и КБФ, осуществлявшаяся в годы Великой Отечественной войны с 5 по 28 августа 1941 года.

## Ход боевых действий

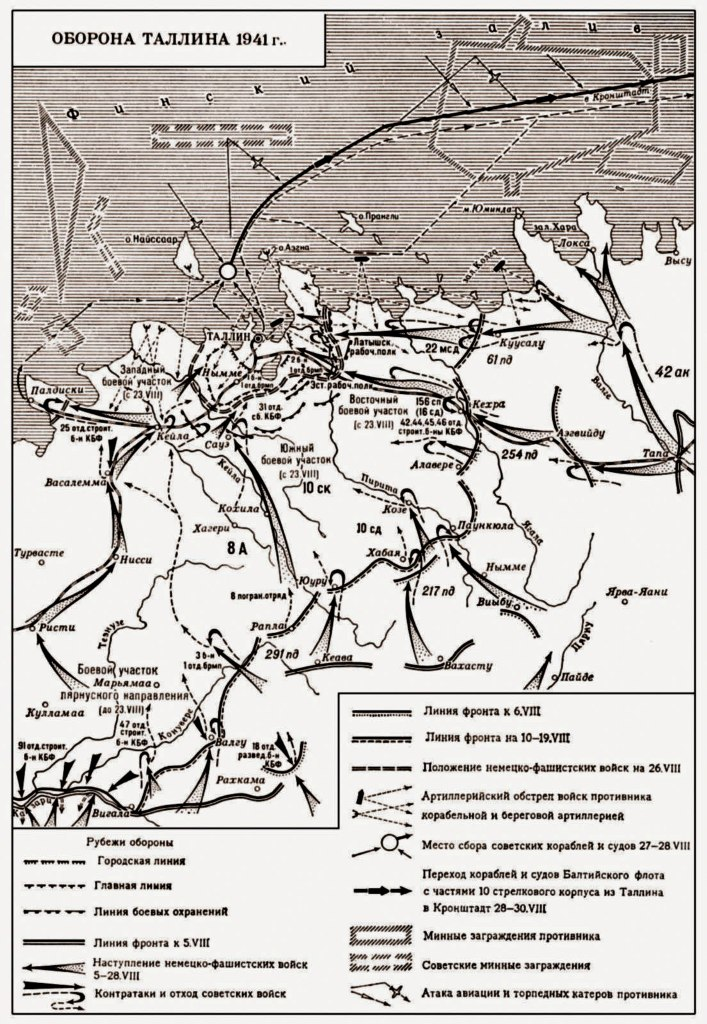
Оборона Таллина РККА, 1941 год. Схема боевых действий

22 июля 1941 года наступавшие немецкие войска группы армий «Север» прорвали советский оборонительный рубеж Пярну — Тарту — Чудское озеро.
1 августа 1941 года начальник немецкого генерального штаба сухопутных войск генерал-полковник Ф. Гальдер отметил в дневнике: «ведётся подготовка к дальнейшему наступлению на Таллин».
5 августа 1941 года части 18-й армии вермахта вышли на дальние подступы к Таллину, а 7 августа 1941 года — вышли к побережью Финского залива в районе Кунда. В результате, боевые порядки 8-й армии РККА оказались рассечены — 10-й стрелковый корпус начал отход к Таллину, 11-й стрелковый корпус с боями отступил к Нарве.
Общая численность советских войск в районе Таллина составляла до 20 тысяч военнослужащих: части 10-го стрелкового корпуса РККА, отряды морской пехоты общей численностью до 14 000 человек с танковой ротой (от 11 до 13 Т-26), полк эстонских и латышских рабочих, поддерживаемые кораблями, береговой артиллерией и авиацией Балтийского флота. Руководство обороной Таллина осуществляло командование Северного фронта (генерал-лейтенант М. М. Попов).
Таллин не был заранее подготовлен к обороне с суши, хотя в городе оставались некоторые подземные сооружения, построенные перед Первой мировой войной царским правительством. Три линии оборонительных сооружений вокруг Таллина начали строить с 17 июля под руководством инженерного отдела флота. К их строительству привлекались войска, силы флота и население.
Главная оборонительная полоса была построена на расстоянии 9–12 км от города, она включала в себя 39 км противотанковых рвов, 10 тыс. бетонных, 5 тыс. металлических и 6 тыс. деревянных надолбов, 60 км проволочных заграждений, лесные завалы, пулемётные и орудийные дзоты.
Однако завершить строительство не удалось. Против советских войск, оборонявших Таллин, немецкое командование сосредоточило 4 пехотные дивизии (до 60 тыс. чел.), усиленные артиллерией, танками и авиацией. 5 августа по решению командующего Балтфлотом вице-адмирала В. Ф. Трибуца создан штаб обороны главной базы, который возглавил начальник ПВО флота генерал-майор береговой службы Г. С. Зашихин. Несмотря на значительное превосходство противника в силах и средствах, защитники города к 10 августа остановили его продвижение. 14 августа руководство обороной Таллина было возложено на Военный совет Балтийского флота (командующий — вице-адмирал В. Ф. Трибуц; его заместитель по сухопутной обороне — командир 10-го стрелкового корпуса генерал-майор И. Ф. Николаев). 19 августа противник вышел на передовой рубеж обороны Таллина и 20 августа, подтянув свежие силы, возобновил наступление по всему фронту, нанося главный удар с востока в прибрежной полосе, где инженерное обеспечение обороны было значительно слабее. 25 августа советские войска отошли на главный рубеж обороны, к пригородам Таллина. Немецкие войска получили возможность простреливать город и порт на всю глубину. В связи с прорывом врага к Ленинграду и необходимостью сосредоточить все силы для его обороны, Ставка ВГК 26 августа приняла решение перебазировать флот и гарнизон Таллина в Кронштадт и Ленинград.

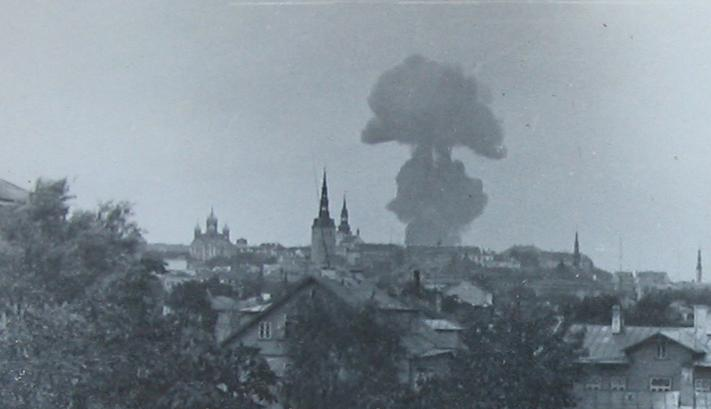
Взрыв в порту Таллина в августе 1941 года

Ещё до начала перебазирования, в период оборонительных боёв за Таллин, флоту удалось вывезти почти полностью арсенал, часть судоремонтного предприятия, около 15 тысяч тонн технического имущества, около 17 тысяч женщин и детей, около 9 тысяч раненых. Занималась этим специальная эвакуационная комиссия под руководством начальника тыла флота генерал-майора М. И. Москаленко.
По немецким данным в Таллине было захвачено 11 432 военнослужащих, исправных 97 полевых, 52 противотанковых и 144 зенитных орудия, 91 бронемашина, 2 бронепоезда, 304 пулемёта, 4 тысячи мин, 3500 торпед, более тысячи авиабомб.
27 августа Трибуц получил приказание на эвакуацию в Кронштадт, в этот день противник ворвался в Таллин, где развернулись упорные уличные бои. С 28 августа началась эвакуация. При крайне ограниченных силах обеспечения, подвергаясь непрерывным атакам вражеской авиации, господствовавшей в воздухе, Балтийский флот (свыше 100 кораблей и 67 транспортных и вспомогательных судов с 20,5 тыс. бойцов и грузами) 28—30 августа совершил переход через заминированный Финский залив в Кронштадт.

## Значение
Оборона Таллина хоть и отвлекла крупную группировку немецких войск, но не оказала существенного влияния на ход военных действий на ленинградском стратегическом направлении. Стремительное продвижение вермахта к Ленинграду парализовало действия Балтийского флота, который не смог оказать существенного влияния на ход войны и фактически простоял всю войну в портах Финского залива, запертый там в результате немецких и финских минных постановок.

## Участники
- Никонов, Евгений Александрович — моряк, участник обороны г. Таллина, Герой Советского Союза.